# 2012年ロンドンオリンピックのブルネイ選手団
2012年ロンドンオリンピックのブルネイ選手団（2012ねんロンドンオリンピックのブルネイせんしゅだん）は、2012年7月27日から8月12日までイギリスのロンドンで開催されたロンドンオリンピックブルネイ選手団の名簿。

## 選手団
- 人員: 選手 3人
- 開会式旗手: Maziah Mahusin
ブルネイの夏季オリンピック代表となった初の女子選手であり、ブルネイ選手団初の女性旗手である[1]。

## 種目別選手・スタッフ名簿及び成績

### 陸上競技
- Ak Hafiy Tajuddin Rositi（男子400m）48秒67 予選敗退
- Maziah Mahusin（女子400m）59秒28 予選敗退

### 競泳
- Anderson Chee Wei Lim（男子200m自由形）2分2秒26 予選敗退